# Saturn Award för bästa regi
Saturn Award för bästa regi är ett filmpris som har sedan 1976 delats ut av Academy of Science Fiction, Fantasy & Horror Films till regissörer för deras insatser.

## Vinnare och nominerade

### 1970-talet
| År                                        | Film                         | Regissör   |
| 1974/1975                                 |                              |            |
| ----------------------------------------- | ---------------------------- | ---------- |
| 1974/1975                                 | Det våras för Frankenstein   | Mel Brooks |
| 1976                                      |                              |            |
| Hyreskontrakt med döden                   | Dan Curtis                   |            |
| 1977                                      |                              |            |
| Närkontakt av tredje graden               | Steven Spielberg             |            |
| Stjärnornas krig                          | George Lucas                 |            |
| Den lilla flickan i huset vid vägens slut | Nicolas Gessner              |            |
| Förvandlingens ö                          | Don Taylor                   |            |
| Min polare Gud                            | Carl Reiner                  |            |
| 1978                                      |                              |            |
| Världsrymden anfaller                     | Philip Kaufman               |            |
| Dödlig skörd                              | Robin Hardy                  |            |
| Himlen kan vänta                          | Warren Beatty och Buck Henry |            |
| Pojkarna från Brasilien                   | Franklin J. Schaffner        |            |
| Superman – The Movie                      | Richard Donner               |            |
| 1979                                      |                              |            |
| Alien                                     | Ridley Scott                 |            |
| Greve Dracula                             | John Badham                  |            |
| Rörmokarn                                 | Peter Weir                   |            |
| Star Trek                                 | Robert Wise                  |            |
| Tidsjakten                                | Nicholas Meyer               |            |

### 1980-talet
| År                                       | Film                       | Regissör         |
| 1980                                     |                            |                  |
| ---------------------------------------- | -------------------------- | ---------------- |
| 1980                                     | Rymdimperiet slår tillbaka | Irvin Kershner   |
| 1980                                     | Experimentet               | Ken Russell      |
| 1980                                     | Fade to Black              | Vernon Zimmerman |
| 1980                                     | I nattens mörker           | Brian De Palma   |
| 1980                                     | The Shining                | Stanley Kubrick  |
| 1981                                     |                            |                  |
| Jakten på den försvunna skatten          | Steven Spielberg           |                  |
| Excalibur                                | John Boorman               |                  |
| Flykten från New York                    | John Carpenter             |                  |
| Time Bandits                             | Terry Gilliam              |                  |
| Wolfen                                   | Michael Wadleigh           |                  |
| 1982                                     |                            |                  |
| Star Trek II – Khans vrede               | Nicholas Meyer             |                  |
| Blade Runner                             | Ridley Scott               |                  |
| E.T. the Extra-Terrestrial               | Steven Spielberg           |                  |
| Poltergeist                              | Tobe Hooper                |                  |
| The Road Warrior                         | George Miller              |                  |
| 1983                                     |                            |                  |
| WarGames                                 | John Badham                |                  |
| Brainstorm                               | Douglas Trumbull           |                  |
| The Dead Zone                            | David Cronenberg           |                  |
| Jedins återkomst                         | Richard Marquand           |                  |
| Zelig                                    | Woody Allen                |                  |
| 1984                                     |                            |                  |
| Gremlins                                 | Joe Dante                  |                  |
| Indiana Jones och de fördömdas tempel    | Steven Spielberg           |                  |
| Splash                                   | Ron Howard                 |                  |
| Star Trek III                            | Leonard Nimoy              |                  |
| Terminator                               | James Cameron              |                  |
| 1985                                     |                            |                  |
| Cocoon – djupets hemlighet               | Ron Howard                 |                  |
| Kairos röda ros                          | Woody Allen                |                  |
| Mad Max bortom Thunderdome               | George Miller              |                  |
| The Return of the Living Dead            | Dan O'Bannon               |                  |
| Skräcknatten                             | Tom Holland                |                  |
| Tillbaka till framtiden                  | Robert Zemeckis            |                  |
| 1986                                     |                            |                  |
| Aliens - Återkomsten                     | James Cameron              |                  |
| Borta med tiden                          | Randal Kleiser             |                  |
| Flugan                                   | David Cronenberg           |                  |
| Nr 5 lever!                              | John Badham                |                  |
| Star Trek IV – Resan hem                 | Leonard Nimoy              |                  |
| 1987                                     |                            |                  |
| RoboCop                                  | Paul Verhoeven             |                  |
| 24-timmarsjakten                         | Joe Dante                  |                  |
| Bigfoot och Hendersons                   | William Dear               |                  |
| The Hidden                               | Jack Sholder               |                  |
| Natten har sitt pris                     | Kathryn Bigelow            |                  |
| Pumpkinhead                              | Stan Winston               |                  |
| 1988                                     |                            |                  |
| Vem satte dit Roger Rabbit               | Robert Zemeckis            |                  |
| Beetlejuice                              | Tim Burton                 |                  |
| Big                                      | Penny Marshall             |                  |
| Fast på jorden                           | Charles Matthau            |                  |
| Terror på Elm Street 4 – Freddys mardröm | Renny Harlin               |                  |
| Waxwork                                  | Anthony Hickox             |                  |
| 1989/1990                                |                            |                  |
| Avgrunden                                | James Cameron              |                  |
| Darkman                                  | Sam Raimi                  |                  |
| Ghost                                    | Jerry Zucker               |                  |
| Gremlins 2 - Det nya gänget              | Joe Dante                  |                  |
| Imse vimse spindel                       | Frank Marshall             |                  |
| Nightbreed                               | Clive Barker               |                  |
| Santa Sangre                             | Alejandro Jodorowsky       |                  |
| Tillbaka till framtiden del III          | Robert Zemeckis            |                  |
| Total Recall                             | Paul Verhoeven             |                  |

### 1990-talet
| År                                    | Film                     | Regissör       |
| 1991                                  |                          |                |
| ------------------------------------- | ------------------------ | -------------- |
| 1991                                  | Terminator 2 - Domedagen | James Cameron  |
| 1991                                  | Body Parts               | Eric Red       |
| 1991                                  | Fisher King              | Terry Gilliam  |
| 1991                                  | Möte med Frankenstein    | Roger Corman   |
| 1991                                  | När lammen tystnar       | Jonathan Demme |
| 1991                                  | Om blickar kunde döda    | William Dear   |
| 1992                                  |                          |                |
| Bram Stokers Dracula                  | Francis Ford Coppola     |                |
| Alien 3                               | David Fincher            |                |
| Basic Instinct                        | Paul Verhoeven           |                |
| Batman - Återkomsten                  | Tim Burton               |                |
| Döden klär henne                      | Robert Zemeckis          |                |
| Rampage                               | William Friedkin         |                |
| Älskling, jag förstorade barnet       | Randal Kleiser           |                |
| 1993                                  |                          |                |
| Jurassic Park                         | Steven Spielberg         |                |
| The Dark Half                         | George A. Romero         |                |
| Den siste actionhjälten               | John McTiernan           |                |
| Hard Target                           | John Woo                 |                |
| Heart and Souls                       | Ron Underwood            |                |
| Måndag hela veckan                    | Harold Ramis             |                |
| The Nightmare Before Christmas        | Henry Selick             |                |
| 1994                                  |                          |                |
| True Lies                             | James Cameron            |                |
| Angels                                | William Dear             |                |
| The Crow                              | Alex Proyas              |                |
| En vampyrs bekännelse                 | Neil Jordan              |                |
| Forrest Gump                          | Robert Zemeckis          |                |
| Speed                                 | Jan de Bont              |                |
| 1995                                  |                          |                |
| Strange Days                          | Kathryn Bigelow          |                |
| Congo                                 | Frank Marshall           |                |
| De 12 apornas armé                    | Terry Gilliam            |                |
| De misstänkta                         | Bryan Singer             |                |
| From Dusk Till Dawn                   | Robert Rodríguez         |                |
| Jumanji                               | Joe Johnston             |                |
| Seven                                 | David Fincher            |                |
| 1996                                  |                          |                |
| Independence Day                      | Roland Emmerich          |                |
| Fargo                                 | Joel Coen                |                |
| The Frighteners                       | Peter Jackson            |                |
| Mars Attacks!                         | Tim Burton               |                |
| Scream                                | Wes Craven               |                |
| Star Trek: First Contact              | Jonathan Frakes          |                |
| 1997                                  |                          |                |
| Face/Off                              | John Woo                 |                |
| Alien återuppstår                     | Jean-Pierre Jeunet       |                |
| Kontakt                               | Robert Zemeckis          |                |
| The Lost World: Jurassic Park         | Steven Spielberg         |                |
| Men in Black                          | Barry Sonnenfeld         |                |
| Starship Troopers                     | Paul Verhoeven           |                |
| 1998                                  |                          |                |
| Armageddon                            | Michael Bay              |                |
| Arkiv X: Fight the Future             | Rob Bowman               |                |
| Dark City                             | Alex Proyas              |                |
| Godzilla                              | Roland Emmerich          |                |
| Sommardåd                             | Bryan Singer             |                |
| Truman Show                           | Peter Weir               |                |
| 1999                                  |                          |                |
| Matrix                                | Syskonen Wachowski       |                |
| Den gröna milen                       | Frank Darabont           |                |
| Galaxy Quest                          | Dean Parisot             |                |
| Mumien                                | Stephen Sommers          |                |
| Sleepy Hollow                         | Tim Burton               |                |
| Star Wars: Episod I – Det mörka hotet | George Lucas             |                |

### 2000-talet
| År                                                   | Film                           | Regissör        |
| 2000                                                 |                                |                 |
| ---------------------------------------------------- | ------------------------------ | --------------- |
| 2000                                                 | X-Men                          | Bryan Singer    |
| 2000                                                 | Crouching Tiger, Hidden Dragon | Ang Lee         |
| 2000                                                 | Dolt under ytan                | Robert Zemeckis |
| 2000                                                 | Gladiator                      | Ridley Scott    |
| 2000                                                 | Grinchen – julen är stulen     | Ron Howard      |
| 2000                                                 | Space Cowboys                  | Clint Eastwood  |
| 2001                                                 |                                |                 |
| Sagan om ringen                                      | Peter Jackson                  |                 |
| A.I. – Artificiell Intelligens                       | Steven Spielberg               |                 |
| Harry Potter och de vises sten                       | Chris Columbus                 |                 |
| Mulholland Drive                                     | David Lynch                    |                 |
| The Others                                           | Alejandro Amenábar             |                 |
| Vargarnas pakt                                       | Christophe Gans                |                 |
| 2002                                                 |                                |                 |
| Minority Report                                      | Steven Spielberg               |                 |
| Frailty                                              | Bill Paxton                    |                 |
| Harry Potter och Hemligheternas kammare              | Chris Columbus                 |                 |
| Sagan om de två tornen                               | Peter Jackson                  |                 |
| Spider-Man                                           | Sam Raimi                      |                 |
| Star Wars: Episod II – Klonerna anfaller             | George Lucas                   |                 |
| 2003                                                 |                                |                 |
| Sagan om konungens återkomst                         | Peter Jackson                  |                 |
| 28 dagar senare                                      | Danny Boyle                    |                 |
| Den siste samurajen                                  | Edward Zwick                   |                 |
| Kill Bill: Volume 1                                  | Quentin Tarantino              |                 |
| Pirates of the Caribbean: Svarta Pärlans förbannelse | Gore Verbinski                 |                 |
| X-Men 2                                              | Bryan Singer                   |                 |
| 2004                                                 |                                |                 |
| Spider-Man 2                                         | Sam Raimi                      |                 |
| Collateral                                           | Michael Mann                   |                 |
| Eternal Sunshine of the Spotless Mind                | Michel Gondry                  |                 |
| Flying Daggers                                       | Zhang Yimou                    |                 |
| Harry Potter och fången från Azkaban                 | Alfonso Cuarón                 |                 |
| Kill Bill: Volume 2                                  | Quentin Tarantino              |                 |
| 2005                                                 |                                |                 |
| King Kong                                            | Peter Jackson                  |                 |
| Batman Begins                                        | Christopher Nolan              |                 |
| Berättelsen om Narnia: Häxan och lejonet             | Andrew Adamson                 |                 |
| Harry Potter och den flammande bägaren               | Mike Newell                    |                 |
| Star Wars: Episod III – Mörkrets hämnd               | George Lucas                   |                 |
| Världarnas krig                                      | Steven Spielberg               |                 |
| 2006                                                 |                                |                 |
| Superman Returns                                     | Bryan Singer                   |                 |
| Apocalypto                                           | Mel Gibson                     |                 |
| Children of Men                                      | Alfonso Cuarón                 |                 |
| Mission: Impossible III                              | J.J. Abrams                    |                 |
| Pans labyrint                                        | Guillermo del Toro             |                 |
| Parfymen: Berättelsen om en mördare                  | Tom Tykwer                     |                 |
| 2007                                                 |                                |                 |
| 300                                                  | Zack Snyder                    |                 |
| The Bourne Ultimatum                                 | Paul Greengrass                |                 |
| Harry Potter och Fenixorden                          | David Yates                    |                 |
| The Mist                                             | Frank Darabont                 |                 |
| Spider-Man 3                                         | Sam Raimi                      |                 |
| Sweeney Todd                                         | Tim Burton                     |                 |
| 2008                                                 |                                |                 |
| Iron Man                                             | Jon Favreau                    |                 |
| Benjamin Buttons otroliga liv                        | David Fincher                  |                 |
| Changeling                                           | Clint Eastwood                 |                 |
| The Dark Knight                                      | Christopher Nolan              |                 |
| Indiana Jones och Kristalldödskallens rike           | Steven Spielberg               |                 |
| Valkyria                                             | Bryan Singer                   |                 |
| WALL-E                                               | Andrew Stanton                 |                 |
| 2009                                                 |                                |                 |
| Avatar                                               | James Cameron                  |                 |
| District 9                                           | Neill Blomkamp                 |                 |
| The Hurt Locker                                      | Kathryn Bigelow                |                 |
| Inglourious Basterds                                 | Quentin Tarantino              |                 |
| Sherlock Holmes                                      | Guy Ritchie                    |                 |
| Star Trek                                            | J.J. Abrams                    |                 |
| Watchmen                                             | Zack Snyder                    |                 |

### 2010-talet
| År                                               | Film                                   | Regissör          |
| 2010                                             |                                        |                   |
| ------------------------------------------------ | -------------------------------------- | ----------------- |
| 2010                                             | Inception                              | Christopher Nolan |
| 2010                                             | Black Swan                             | Darren Aronofsky  |
| 2010                                             | Harry Potter och dödsrelikerna – Del 1 | David Yates       |
| 2010                                             | Let Me In                              | Matt Reeves       |
| 2010                                             | Livet efter detta                      | Clint Eastwood    |
| 2010                                             | Shutter Island                         | Martin Scorsese   |
| 2011                                             |                                        |                   |
| Super 8                                          | J.J. Abrams                            |                   |
| Apornas planet: (r)Evolution                     | Rupert Wyatt                           |                   |
| Harry Potter och dödsrelikerna – Del 2           | David Yates                            |                   |
| Hugo Cabret                                      | Martin Scorsese                        |                   |
| Mission: Impossible – Ghost Protocol             | Brad Bird                              |                   |
| Tintins äventyr: Enhörningens hemlighet          | Steven Spielberg                       |                   |
| 2012                                             |                                        |                   |
| The Avengers                                     | Joss Whedon                            |                   |
| Berättelsen om Pi                                | Ang Lee                                |                   |
| The Dark Knight Rises                            | Christopher Nolan                      |                   |
| Hobbit: En oväntad resa                          | Peter Jackson                          |                   |
| Killer Joe                                       | William Friedkin                       |                   |
| Looper                                           | Rian Johnson                           |                   |
| 2013                                             |                                        |                   |
| Gravity                                          | Alfonso Cuarón                         |                   |
| Hobbit: Smaugs ödemark                           | Peter Jackson                          |                   |
| The Hunger Games: Catching Fire                  | Francis Lawrence                       |                   |
| Lone Survivor                                    | Peter Berg                             |                   |
| Pacific Rim                                      | Guillermo del Toro                     |                   |
| Star Trek Into Darkness                          | J.J. Abrams                            |                   |
| 2014                                             |                                        |                   |
| Guardians of the Galaxy                          | James Gunn                             |                   |
| Apornas planet: Uppgörelsen                      | Matt Reeves                            |                   |
| Birdman: or (The Unexpected Virtue of Ignorance) | Alejandro González Iñárritu            |                   |
| Captain America: The Winter Soldier              | Joe och Anthony Russo                  |                   |
| Edge of Tomorrow                                 | Doug Liman                             |                   |
| Interstellar                                     | Christopher Nolan                      |                   |
| X-Men: Days of Future Past                       | Bryan Singer                           |                   |